# Ае (Випперфюрт)
Ае (нем. Ahe) — отдельное небольшое поселение города Випперфюрт (район Обербергиш, административный округ Кёльн, земля Северный Рейн-Вестфалия, Германия). Ае административно подчинено поселению Тир.

## Положение и описание
Поселение Ае расположено к югу от центрального городского Випперфюрта на государственной земельной дороге L286, которая здесь проложена параллельно естественному водотоку Кюртенер Зюльц — притоку Зюльца. Соседними поселениями являются Хоф, Фюрден и более крупный Тир, до которого можно добраться пешком от автостоянки Ае по пешеходной маркированной туристкой тропе A3 через несколько сотен метров. Поселение Ае насчитывает всего 9 жилых зданий. Ресторан «Ландхаус Орбах» Landhaus Orbach с его пивным садом, расположенный прямо на автомагистрали L286, является популярным местом встреч, особенно среди байкеров.
В политическом плане это поселение представлено прямым кандидатом в избирательном округе 15 (150) Тира в городском совете Випперфюрта.

## История
На исторической карте Topographia Ducatus Montani Эриха Филиппа Плённиса от 1715 года показаны три отдельные усадьбы, и они вместе названы «Ае». 

## Достопримечательности
В Ае, напротив дома по адресу Аэ, 5, находится придорожный крест из песчаника 1848 года, внесённый в список памятников архитектуры. Ещё один памятник истории и технической культуры — старая трансформаторная башня 1924 года — находится на северо-восточной окраине Ае. В начале пешеходной маркированной тропы A3, ведущей от автостоянки к Тиру, в лесу под охраной закона стоит старый знак Крестного пути 1834 года.
- Культурно-исторические достопримечательности Ае
- Старый знак Крестного пути
- Придорожный крест
- Трансформаторная башня

## Общественный транспорт
Поселение Ае имеет прямое автобусное сообщение с Випперфюртом (линия автобуса 429 (VRS/OVAG).